# 1910-es Tour de France
Az 1910-es Tour de France a francia kerékpárverseny 8.  kiírása. 1910. július 3-án kezdődött, Párizs-ból indult a mezőny és július 31-én ér véget,  Párizsban. Első alkalommal került a versenybe a hírhedt Tourmalet pireneusi-hegy, Adolphe Hélière ötlete alapján. A versenyigazgató Henri Desgrange óvatos volt, elküldte Hélièret hogy derítse fel az útvonalat. 1910. január 27-én próbálkozott meg a hegyre feljutni, a kísérő kocsi elakadt a hóban, ö pedig a sötétben szakadékba zuhant, egy mentőosztag találta meg 3 óra múlva. Fürdő és pihenés után táviratot küldött Henri Desgrangenek:
"Átléptük a Tourmaletet, az út járható, hó alig van."
A jelentkező 136-ból a Tourmalet hallatán 26-an visszaléptek. Az újságok is "veszélyes és bizarr" névvel illeték az útvonalat. A versenyen aztán Adolphe Hélièret társai szidták eleget, őt is megviselte a sok nehézség a hetedik szakaszon feladta a versenyt.
Bevezették a versenyen a seprűs kocsit, amely a versenyt feladó kerekeseket gyűjtötte be. Első alkalom volt hogy sebességváltós kerékpárokat használtak. A pontozásos rendszerben a kilencedik és a tizennegyedik szakasz után újra számolták, kihagyva a versenyt feladókat. A hetedik szakaszon utáni pihenőnapon Adolphe Hélière kerékpáros vízbe fulladt a francia Riviérán, ö a Tour de France első halálos áldozata. A Tourmaletre egyedül Gustave Garrigou jutott fel kerékpáron, a többiek mind inkább gyalog tolták fel a hegyre, ezért Garrigou 100 frank extra jutalmat kapott. A hegyről levezető szakaszt Octave Lapize nem merte vállalni, csak hosszas rábeszélésre mert nekiindulni, és meg is nyerte. François Faber a tizenkettedik szakaszig az élen állt, egy defekt miatt itt elvesztette a vezető helyet. A tizenharmadik szakaszon ismét defektet kapott Faber.  Az utolsó szakaszon hat ponttal vezetett Lapize, a rajt után ö kapott defektet, Faber száguldott a győzelem felé amikor ö is defektet szenvedett, így csak két pontot tudott behozni és Octave Lapize nyerte meg a Tourt négy pont előnnyel.

## Szakaszok
| Szakasz | Időpont   | Végpontok        | Jellege       | Hossz (km) | Szakaszgyőztes           | Összetett első           |
| ------- | --------- | ---------------- | ------------- | ---------- | ------------------------ | ------------------------ |
| 1       | július 3  | Párizs–Roubaix   | Sík szakasz   | 269        | Charles Crupelandt (FRA) | Charles Crupelandt (FRA) |
| 2       | július 5  | Roubaix–Metz     | Sík szakasz   | 398        | François Faber (LUX)     | François Faber (LUX)     |
| 3       | július 7  | Metz–Belfort     | Hegyi szakasz | 259        | Emile Georget (FRA)      | François Faber (LUX)     |
| 4       | július 9  | Belfort–Lyon     | Hegyi szakasz | 309        | François Faber (LUX)     | François Faber (LUX)     |
| 5       | július 11 | Lyon–Grenoble    | Hegyi szakasz | 311        | Octave Lapize (FRA)      | François Faber (LUX)     |
| 6       | július 13 | Grenoble–Nizza   | Hegyi szakasz | 345        | Julien Maitron (FRA)     | François Faber (LUX)     |
| 7       | július 15 | Nizza–Nîmes      | Sík szakasz   | 345        | François Faber (LUX)     | François Faber (LUX)     |
| 8       | július 17 | Nîmes–Perpignan  | Sík szakasz   | 216        | Georges Paulmier (FRA)   | François Faber (LUX)     |
| 9       | július 19 | Perpignan–Luchon | Hegyi szakasz | 289        | Octave Lapize (FRA)      | François Faber (LUX)     |
| 10      | július 21 | Luchon–Bayonne   | Hegyi szakasz | 326        | Octave Lapize (FRA)      | François Faber (LUX)     |
| 11      | július 23 | Bayonne–Bordeaux | Sík szakasz   | 269        | Ernest Paul (FRA)        | François Faber (LUX)     |
| 12      | július 25 | Bordeaux–Nantes  | Sík szakasz   | 391        | Louis Trousselier (FRA)  | François Faber (LUX)     |
| 13      | július 27 | Nantes–Brest     | Sík szakasz   | 321        | Gustave Garrigou (FRA)   | Octave Lapize (FRA)      |
| 14      | július 29 | Brest–Caen       | Sík szakasz   | 424        | Octave Lapize (FRA)      | Octave Lapize (FRA)      |
| 15      | július 31 | Caen–Párizs      | Sík szakasz   | 262        | Ernesto Azzini (ITA)     | Octave Lapize (FRA)      |

## Összetett eredmények
| 1                       | Octave Lapize (FRA)        | Alcyon   | 63  |
| 2                       | François Faber (LUX)       | Alcyon   | 67  |
| 3                       | Gustave Garrigou (FRA)     | Alcyon   | 86  |
| 4                       | Cyrille van Hauwaert (BEL) | Alcyon   | 97  |
| 5                       | Charles Cruchon (FRA)      | –        | 119 |
| 6                       | Charles Crupelandt (FRA)   | Le Globe | 148 |
| 7                       | Ernest Paul (FRA)          | –        | 154 |
| 8                       | André Blaise (FRA)         | Alcyon   | 166 |
| 9                       | Julien Maitron (FRA)       | Le Globe | 171 |
| 10                      | Aldo Bettini (ITA)         | Alcyon   | 175 |
| 110 índúló 41 célba érő |                            |          |     |

## Hegyi befutó
| Szakasz | Hegy            | Magasság | Versenyző           | Ország  |
| ------- | --------------- | -------- | ------------------- | ------- |
| 3       | Ballon d'Alsace | 1178     | Emile Georget       | Francia |
| 4       | Cerdon          | 595      | csoportos           |         |
| 5       | Ĉol de Porte    | 1326     | Charles Crupelandt  | Francia |
| 6       | Ĉote de Laffrey | 900      | Emile Georget       | Francia |
| 6       | Bayard          | 1246     | Emile Georget       | Francia |
| 9       | Portel          | 600      | Charles Crupelandt  | Francia |
| 9       | Portel          | 600      | Charles Crupelandt  | Francia |
| 9       | Port            | 1246     | Emile Georget       | Francia |
| 9       | Portet d'Aspet  | 1069     | Octave Lapize       | Francia |
| 9       | Les Ares        | 797      | Octave Lapize       | Francia |
| 10      | Peyresourde     | 1569     | Octave Lapize       | Francia |
| 10      | Aspin           | 1489     | Octave Lapize       | Francia |
| 10      | Tourmalet       | 2115     | Octave Lapize       | Francia |
| 10      | Ausbisque       | 1709     | Francois Lafourcade | Francia |
| 10      | Osquich         | 390      | Octave Lapize       | Francia |